# Tenuinaclia melancholica
Tenuinaclia melancholica är en fjärilsart som beskrevs av Le Cerf 1921. Tenuinaclia melancholica ingår i släktet Tenuinaclia och familjen björnspinnare. Inga underarter finns listade i Catalogue of Life.